# Sannantha angusta
Sannantha angusta är en myrtenväxtart som först beskrevs av Anthony R. Bean, och fick sitt nu gällande namn av Peter G.Wilson. Sannantha angusta ingår i släktet Sannantha och familjen myrtenväxter. Inga underarter finns listade i Catalogue of Life.